# Casa Mureșenilor
A Casa Mureșenilor (Mureșanu család háza) Brassó főterének egyik épülete, melyben jelenleg múzeum működik. A romániai műemlékek jegyzékében a BV-II-m-A-11582 sorszámon szerepel. Nem összetévesztendő a Mureșanu-házzal (Casa Mureșanu), mely a Vár utca 38. szám alatt van.

## Az épület története és leírása
A telken legelőször a 16. században emeltek házat. A ma létező kétszintes, neoklasszikus épületet a 19. században húzták föl, és Dumitru Nicolau román kereskedőé volt. 1860-ban Iacob Mureșianu tulajdonába került, aki házasságot kötött Nicolau lányával. Iacob Mureșianu lapszerkesztő, politikus, a Római Katholikus Főgimnázium tanára, majd később igazgatója volt. Az épület több, mint fél évszázadon keresztül adott helyet az 1838-ban megalapított Gazeta de Transilvania újság szerkesztőségének.
Iacob Mureșianu 1887-es végrendeletében azt kívánta, hogy az épületben létesítsenek egy emlékházat. Javaslatának megfelelően a leszármazottak 1965-ben a román államnak adományozták a házat, és 1968. május 27-én, az 1848-as havasalföldi forradalom 120 éves évfordulóján megnyílt benne a Casa Mureșenilor, a Brassó Megyei Múzeum részlegeként. 1997-ben önálló intézménnyé vált. 2013-ban a belső udvar falára egy több, mint 50 négyzetméter felületű falfestményt készítettek, mely bemutatja a brassói viseleteket a 13. századtól a 20. századig.
2016-ban a múzeumnak 10 500 látogatója volt.

## A múzeum
A múzeum emléket állít a Mureșanu családnak, a 19. századi román kulturális és politikai élet egyik meghatározó szereplőjének, melynek nevesebb tagjai:
- id. Iacob Mureșianu (1812–1887) lapszerkesztő, tanár, politikus, a Román Akadémia tiszteletbeli tagja[6]
- Andrei Mureșanu (1816–1863) forradalmár, a román himnusz szerzője, Iacob unokatestvére
- Aurel Mureșianu (1847–1909) lapszerkesztő, politikus, Iacob fia
- ifj. Iacob Mureșianu (1857–1917) zeneszerző, Iacob fia

Az épület három szobájában megtekinthetőek a Mureșanu család 19. századi képei, könyvei, szobrai, ereklyéi. Egy negyedik szoba tartalmazza az archívumot, mely több, mint 25 000 okmányból áll; ez Románia legnagyobb és legjelentősebb családi archívuma. A múzeum többi helyiségében időszaki kiállításokat tartanak.
A Casa Mureșenilor részlegeként 2006-ban megnyílt a Ștefan Baciu emlékház.